# Laurenz Schmedding
Laurenz Hubert Schmedding (* 6. August 1894 in Senden; † 21. März 1972 in Warendorf) war ein deutscher katholischer Geistlicher und im KZ Dachau inhaftiert.

## Leben
Laurenz Schmedding war Sohn eines Lehrers. Er machte sein Abitur am Gymnasium in Münster, studierte am dortigen Priesterseminar Borromäum katholische Theologie und wurde 1915 zum Militärdienst eingezogen, aus dem er erst am 7. Februar 1919 entlassen wurde. Am 18. Dezember 1920 empfing er im Dom zu Münster von Bischof Johannes Poggenburg die Priesterweihe. Zwei Monate später sandte man ihn für ein Jahr ins polnische Śrem (dt.: Schrimm), um dort die polnische Sprache zu erlernen. Von März 1922 an konnte er diese erworbenen Sprachkenntnisse auf seiner ersten Stelle als Kaplan in Gladbeck an der Pfarrkirche Heilig Kreuz bei der seelsorglichen Betreuung der zahlreichen zugewanderten polnischen Bergarbeiter und ihrer Familien einsetzen. Seit April 1925 wirkte er als geistlicher Lehrer am Mädchengymnasium St. Ursula in Dorsten, wo er bald nach 1933 in Konflikt zum nationalsozialistischen Regime geriet, da er sich weigerte, bei seinen Schülerinnen für den BDM zu werben oder die Hakenkreuzfahne am Turm der Klosterkirche St. Ursula aufzuhängen. 1939 wurde er als Lehrer an das Collegium Augustinianum Gaesdonck bei Goch versetzt. Als dieses 1942 in ein Lazarett umgewandelt wurde, kehrte er als Rektor an die Klosterkirche der Ursulinen nach Dorsten zurück. Obwohl er bereits unter Beobachtung der Gestapo stand, widmete er sich der verbotenen Seelsorge an ukrainischen Zwangsarbeitern und betrieb intensive kirchliche Jugendarbeit.
Wegen eines Ausfluges mit Schülerinnen nach Marienthal wurde er am 6. August 1943 von der Gestapo in Schutzhaft genommen, zunächst im Gefängnis in Münster inhaftiert und am 19. November 1943 in den Pfarrerblock des KZ Dachau eingeliefert. Dort wurde er ohne Angaben von Gründen am 10. April 1945 entlassen.
Von 1946 bis zum Eintritt in den Ruhestand wirkte Schmedding als geistlicher Studienrat am Gymnasium Laurentianum in Warendorf.